# آشپزی سودانی

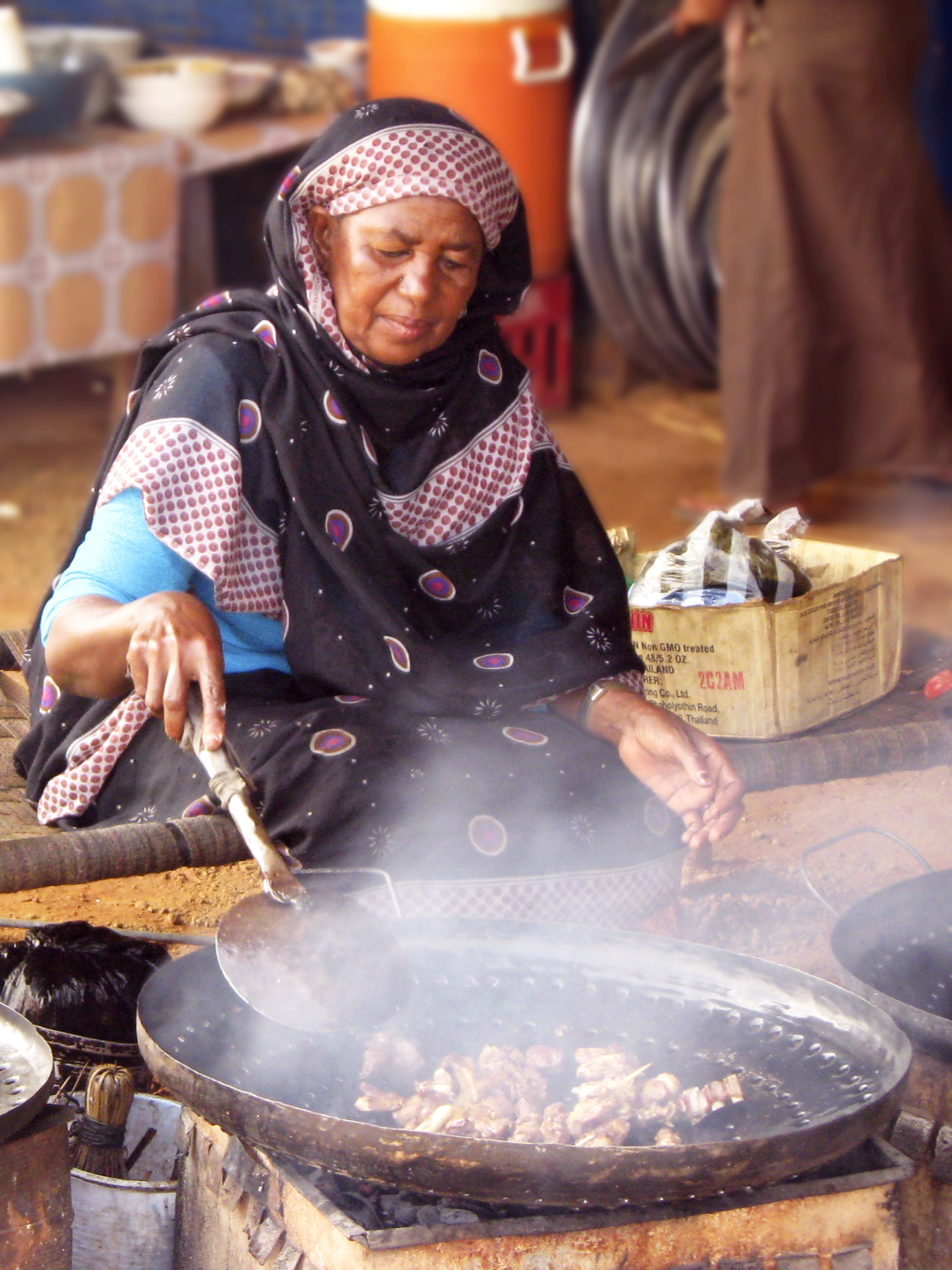
زنی در حال آشپزی در سودان

آشپزی سودانی تا حد زیادی تحت تأثیر تأثیرات فرهنگی متقابل تاریخی آشپزهای سبک عربی، نوبی، مصری، ترکی و شامی در سودان قرار گرفته است. بسیاری از غذاهای سودانی هزاران سال است که وجود دارند. متداول‌ترین گوشت‌هایی که مورد استفاده قرار می‌گیرند، مصرف گوشت بره و گاو برطبق قوانین حلال مسلمانان است. بیشتر وعده‌های غذایی به‌عنوان بخشی از مهمان‌نوازی سودانی، به صورت اشتراکی و اغلب با خانواده، همسایگان و مهمانان به صورت مشترک صرف می‌شود.
نان‌هایی مانند aisha (یا aish baladi) و kisra (یا kasra) - که نان نازک پنکیک مانندی شبیه کرپ است - که با خورش‌های مرزه، پنیر، باقلا و فلافل مصرف می‌شود. gorrassa نیز که نان تخمیری شبیه به اینجرا در اتیوپی است، اما از آن نازکتر و کوچکتر است.

## تأثیرها
آشپزی مصری تأثیر زیادی بر آشپزی سودانی گذاشته است. هر دو غذاهای مشترکی مانند فلافل (tamiya) دارند که در سودان به جای باقالی به مانند مصر، با نخود تهیه می‌شود. فول مدمس، غذای ملی سودان و مصر است. مولوخیا، سوپ غلیظی است که از برگ‌های آب‌پز تهیه می‌شود. کامونیا خورش گوشت جگری است که در سودان، مصر و تونس مصرف می‌گردد. دسرهایی مانند اوم علی و باسبوسا نیز رایج هستند. جیبنا بایدا که یک پنیر سفید نرم است نیز مصرف می‌شود.
آشپزی ترکی نیز بر غذاهای سودانی تأثیر گذاشته و طعمی متمایز به آن بخشیده است. غذاهای ترکی موجود در آشپزی سودانی شامل کباب، کوفته و شاورما و همچنین شیرینی‌هایی مانند باقلوا است. شیرینی‌های شامی و مصری نیز وارد آشپزی سودانی شده‌اند و به شیرینی‌های شرقی (یا شامی) معروف هستند.

## پیش غذا
وعده‌های غذایی شامل elmaraara است و umfitit که غذاهایی هستند که از کله پاچه گوسفند (شامل ریه، جگر و شکمبه)، پیاز، کره بادام زمینی و نمک تهیه می‌شوند. این مواد به صورت خام خورده مصرف می‌گردند. سالاد بادام زمینی به نام salatat dakwa نیز مصرف می‌شود.

## سوپ و خورش
یک خورش مرزه محبوب سودانی ملا احمر است، سس گوشت چرخ کرده قرمز که با عصیده که غذای متشکل از آرد گندم پخته شده به توپی شکل است، خورده می‌شود. عصیده در سراسر آفریقای شمالی مصرف می‌گردد. برخی خورش مرزه‌ها گاهی از وایکا، سس مخصوص تهیه شده از بامیه و نیایمیا استفاده می‌نمایند، یک ترکیب ادویه که به برخی از خورشه‌ها بافتی چسبناک و در عین حال خوش طعم می‌دهد، وایکا خشک شده استه که گاهی به عنوان چاشنی در این خورش استفاده می‌شود. اکثر خورش‌های مرزه سودانی دارای گوشت یا سبزیجات یا حبوبات دیگر خواهند بود. گاهی از گوشت‌های مزه‌دار شده استفاده می‌شود مانند مولا شارموت - که از گوشت خشک، پیاز و بامیه خشک (وایکا له شده) تهیه می‌شود-به اکثر انواع ملا اضافه می‌شود. در مناطق روستایی سودان غربی، غذاهای تخمیری مانند کاوال به عنوان جایگزینی برای گوشت در ملاها استفاده می‌گردد. کاوال پودری نیز به عنوان چاشنی مشابه فلفل سیاه در مناطق شهری سودان استفاده می‌شود.
در چندین خورش از جمله وایکا، بوساآرا و ساباروآگ از نیایمیا (مخلوط ادویه سودانی) و بامیه خشک استفاده می‌شود. میریس خورشی است که از چربی گوسفند، پیاز و بامیه خشک تهیه می‌شود. ابیاد از گوشت خشک تهیه می‌گردد، در حالی که کاجایک از ماهی خشک شده تهیه می‌شود در استان اکواتوریا (اکنون در سودان جنوبی)، سوپ‌ها شامل کاواری، که از سم گاو یا گوسفند با سبزیجات تهیه می‌شود، و الموسامانیا، که از جگر، آرد، خرما و ادویه تهیه می‌گردد.

## نوشیدنی‌ها

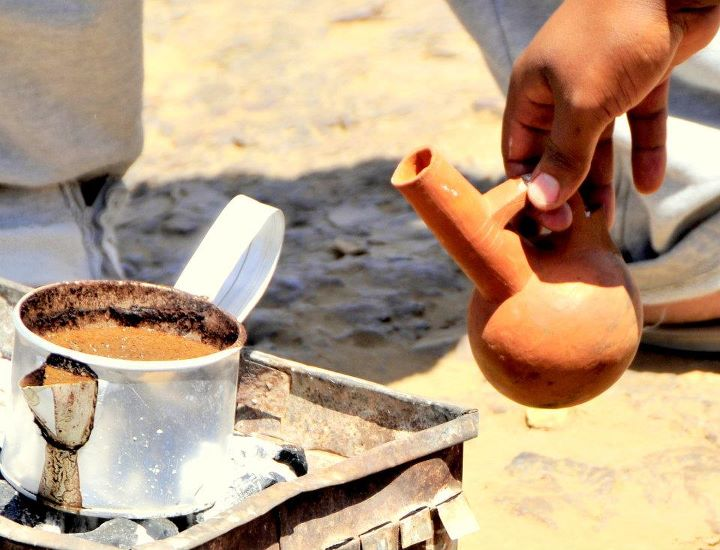
قهوه جوش سودانی جبنا

محبوب‌ترین نوشیدنی آب شیر یا بطری است که به‌طور سنتی برای هر کسی که در گلدان‌های سفالی بزرگ در خیابان‌ها به صورت رایگان ارائه می‌شود. قهوه قوی که گاهی در قهوه جوش‌های سودانی به نام جبنا سرو می‌شود و چای سیاه، اغلب با شیر، نیز محبوب هستند. این نوشیدنی‌ها را «خانم‌های چای» در خیابان می‌فروشند. مخصوصاً در روزهای گرم، دمنوش سرد سنتی خانگی به نام کارکاده مصرف می‌شود.

### نوشیدنی‌های الکلی
از نظر تاریخی، سودان یکی از معدود کشورهای عمدتاً مسلمان بود که نوشیدنی‌های الکلی سنتی و غربی را مجاز می‌دانست. مردان شراب ارزن، sharbot (نوشیدنی الکلی از خرمای تخمیر شده) و عرقی می‌نوشیدند. در قرن بیستم، برخی سودانی‌ها تحت تأثیر اروپایی‌ها قرار گرفته و شروع به نوشیدن ویسکی و آبجو کردند.
در سپتامبر ۱۹۸۳، رئیس‌جمهور سابق سودان، غافار نیمیری، شراحکام اسلام را تصویب کرد و این مناسبت را با ریختن الکل به رودخانه نیل جشن گرفت. از آن زمان، تهیه، مصرف و خرید الکل در سودان ممنوع شده است. ۴۰ ضربه شلاق مجازات شکستن این فعل حرام است. با این وجود عرقی جین الکلی ساخته شده از خرما، همچنان به‌طور غیرقانونی برخلاف شرع دم می‌شد. در سال ۲۰۱۹، دولت انتقالی قانون جدیدی را تصویب کرد که مشروبات الکلی را برای غیرمسلمانان مجاز می‌داند.

## نگارخانه

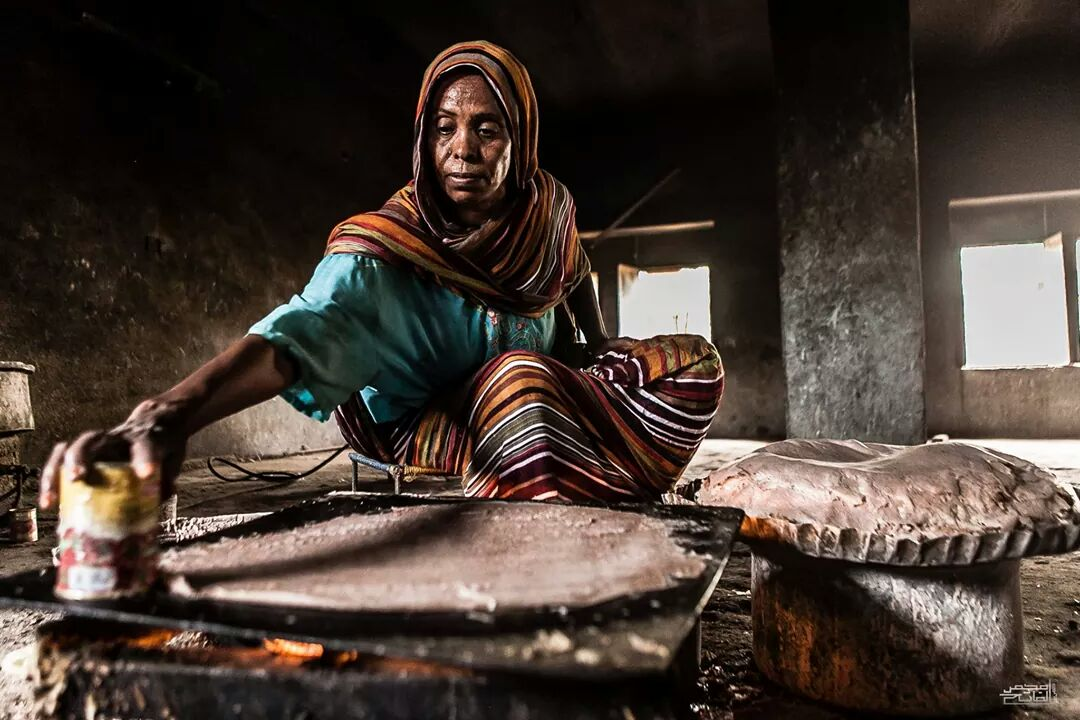
زنی در حال تهیه کیسرا
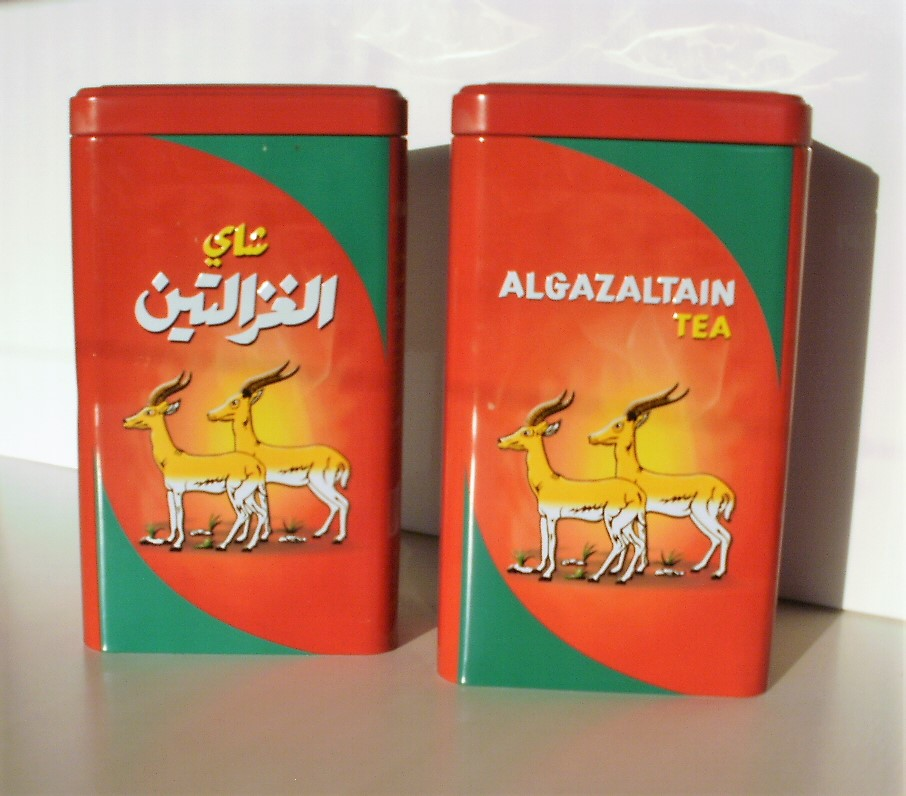
چای سیاه الغزالتین
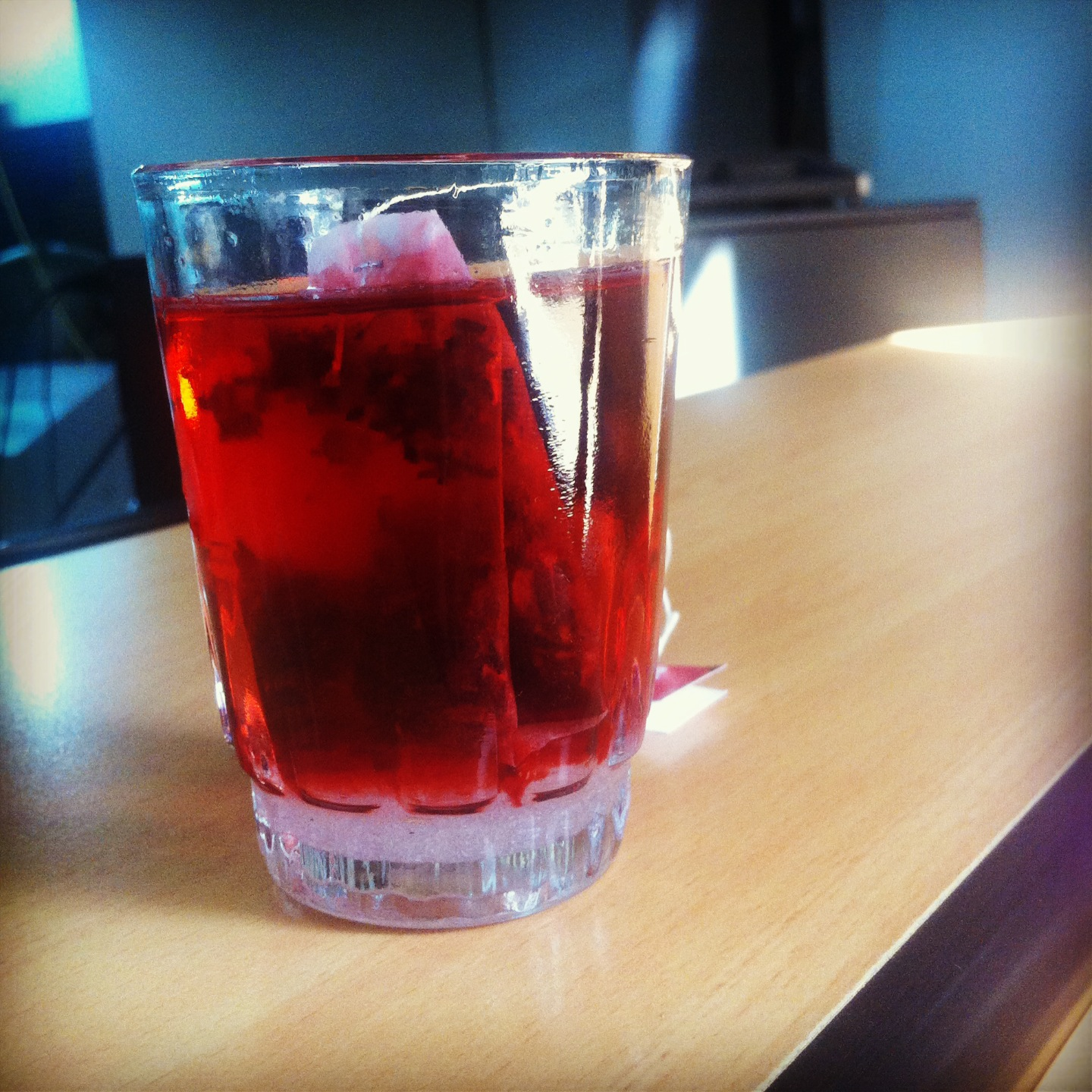
کارکاده سرد ( چای ترش ) نوشیدنی
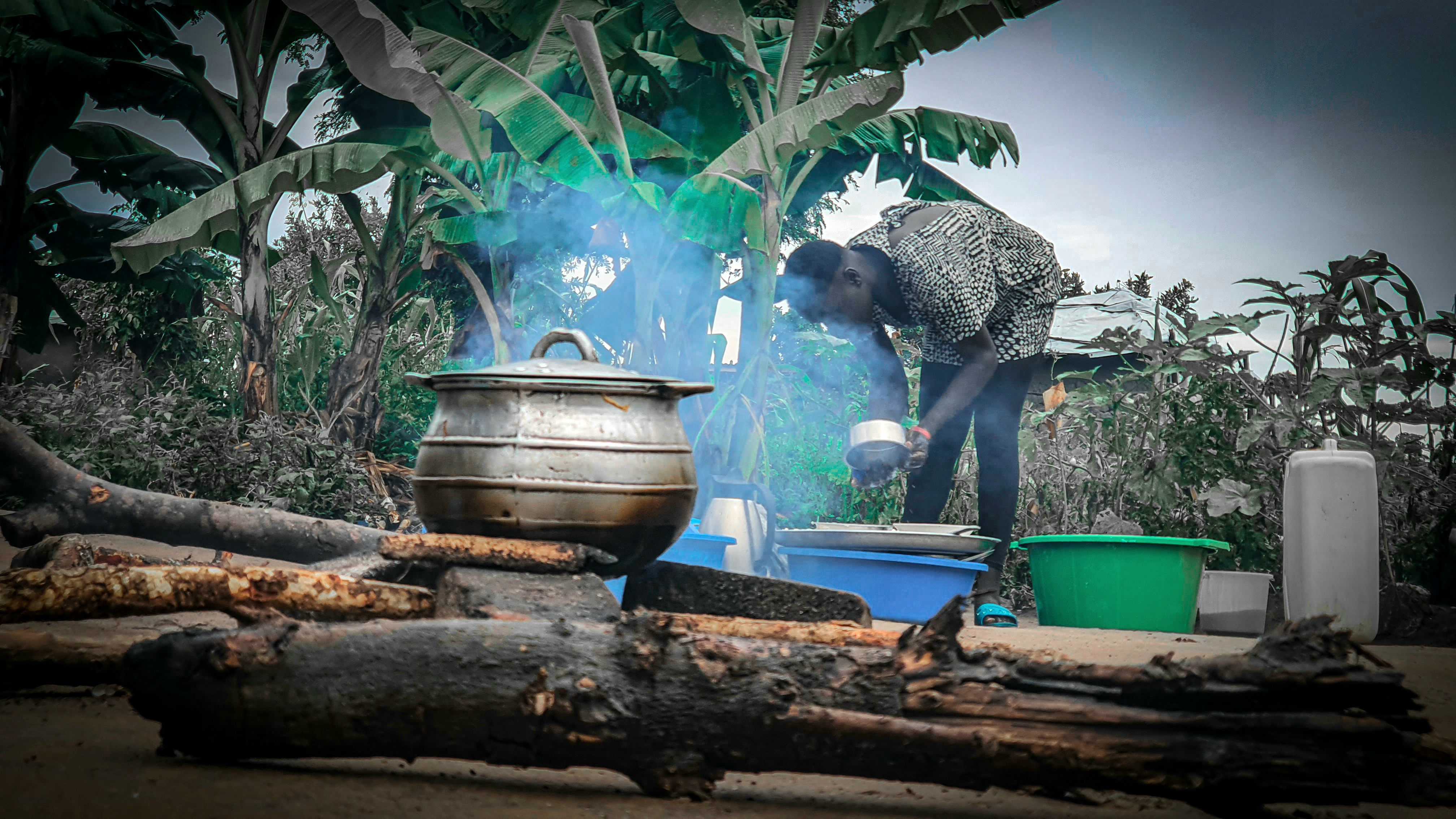
یک زن جوان در حال آشپزی در سودان جنوبی